# Reinaldo Vicente Simão
Reinaldo Vicente Simão (San Paolo, 23 ottobre 1968) è un ex calciatore brasiliano, di ruolo centrocampista.